# Pogonia ophioglossoides
Pogonia ophioglossoides é uma espécie de orquídea terrestre de flores vistosas que habita os campos do Canadá central e centro-leste e leste dos Estados Unidos. Seu nome popular é orquídea do campo.